# Równe (Mazovie)
Pour les articles homonymes, voir Równe.

Równel (prononciation : [ˈruvnɛ]) est un village polonais de la gmina de Strachówka dans le powiat de Wołomin de la voïvodie de Mazovie dans le centre-est de la Pologne.
Il se situe à environ 4 kilomètres au sud-ouest de Strachówka (siège de la gmina), 26 kilomètres à l'est de Wołomin (siège du powiat) et à 47 kilomètres au nord-est de Varsovie (capitale de la Pologne).

## Histoire
De 1975 à 1998, le village appartenait administrativement à la voïvodie de Siedlce.